# Milan Damjanović
Milan Damjanovic (né le 15 octobre 1943 à Knin - mort le 23 mai 2006) est un footballeur serbe qui évoluait au poste de défenseur. Il a joué au Partizan de Belgrade, au SCO d'Angers (1971-1976) et a l'US Le Mans (1977).

## Biographie
Il fut l'entraîneur du FC Mulhouse, alors en D2, en 1990/1991.

## Palmarès
- 7 sélections et 0 but en équipe de Yougoslavie entre 1967 et 1968
- Finaliste du Championnat d'Europe 1968 avec la Yougoslavie
- Champion de Yougoslavie en 1963 et 1965 avec le Partizan Belgrade
- Finaliste de la Coupe d’Europe des clubs Champions en 1966 avec le Partizan Belgrade
- Champion de France de Division 2 en 1976 avec Angers

## Source
- Marc Barreaud, Dictionnaire des footballeurs étrangers du championnat professionnel français (1932-1997), L'Harmattan, 1997.